# Cityvarvet

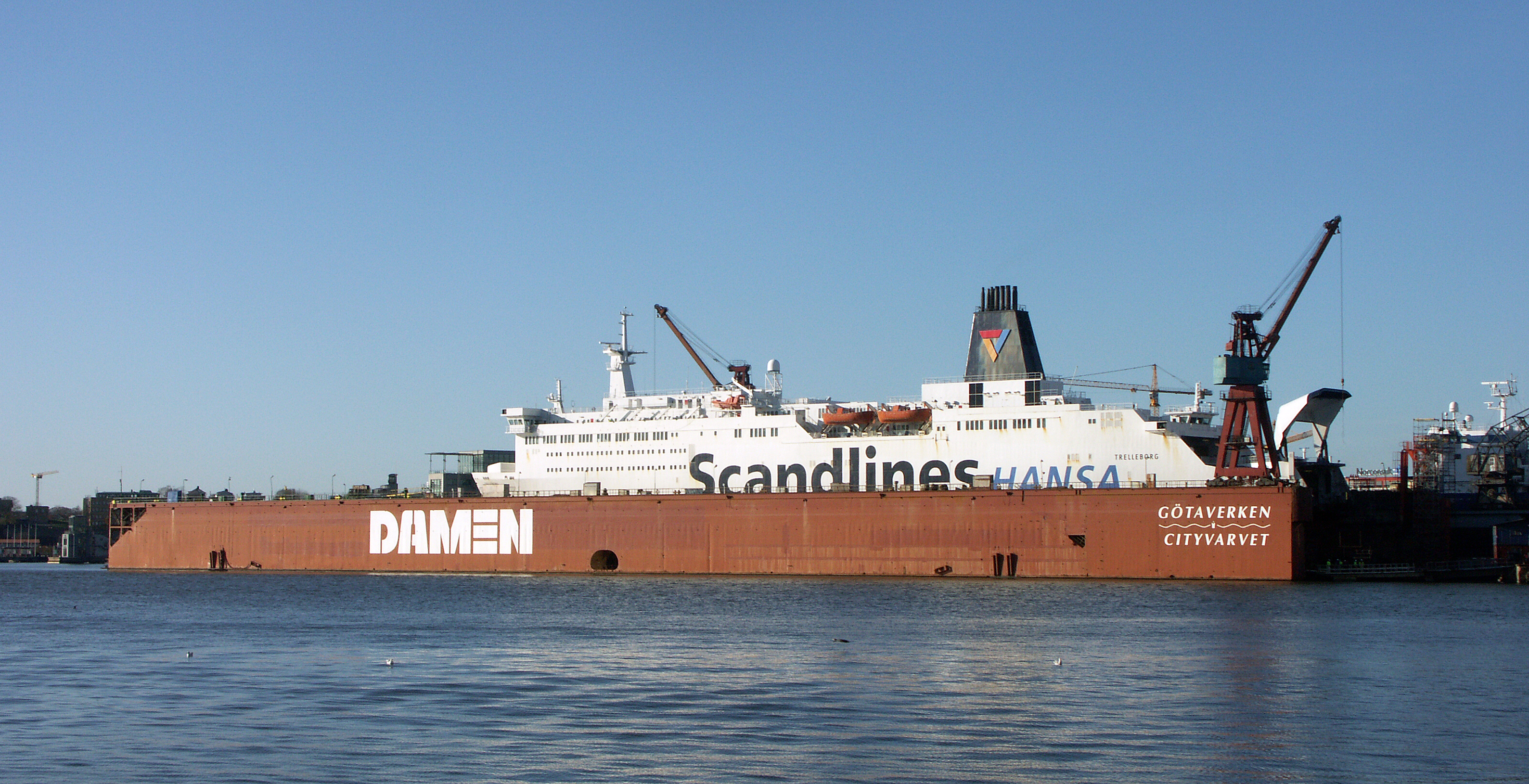
M/S Trelleborg i varvets stora docka.

Cityvarvet var ett svenskt varv, som från 2000 gick under namnet Damen Shiprepair Götaverken, och då var den enda kvarvarande delen av Götaverken i Göteborg. Varvet återetablerades 1993 och lades ned 2015.

## Allmänt
På varvet gjordes underhållsarbete. Det fanns bland annat en plåtverkstad och en maskinverkstad. På varvet fanns två flytdockor och fyra kajer. Den största flytdockan klarade av fartyg på 75 000 dwt.
Från år 2000 ägdes varvet av den nederländska varvskoncernen Damen Shipyards Group.
År 2013 sades 53 av 124 anställda upp. Den 24 april 2014 meddelades att varvet kommer att läggas ner. De sista anställda lämnade varvet i maj 2015 efter att inventarierna auktionerats ut. Den stora, 254 meter långa, flytdockan såldes till Dutch Marine sommaren 2015 och lämnade Göteborg den 6 maj 2016 med destination Dunkerque i Frankrike.

## Bilder

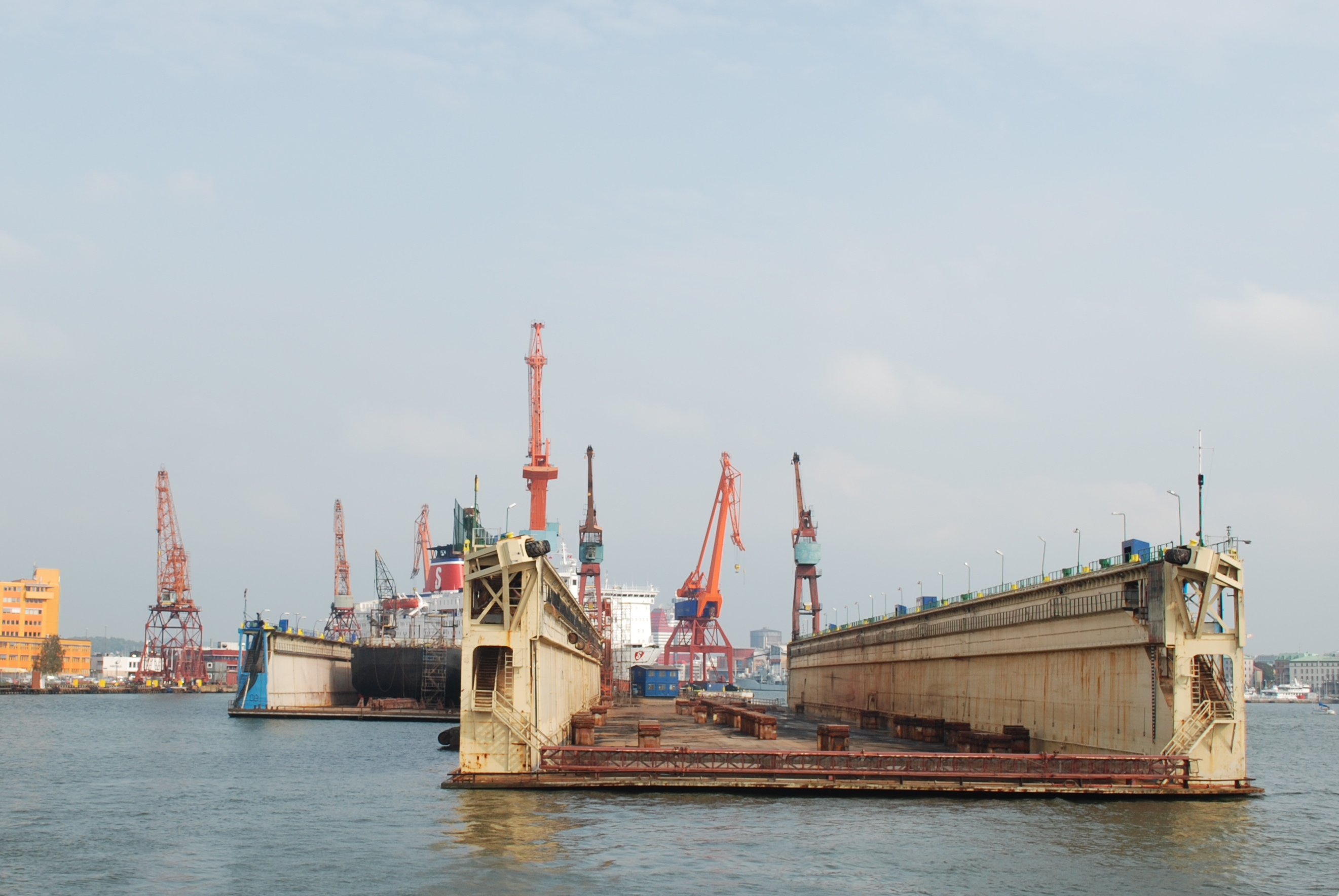
Varvet 2010.
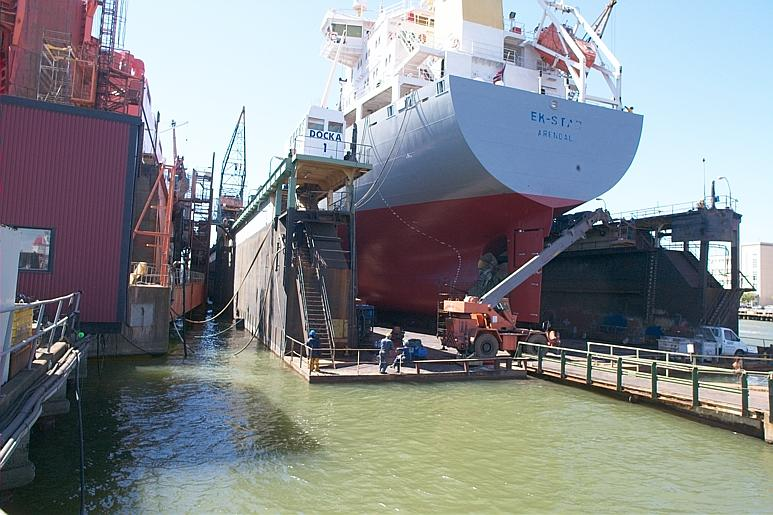
Fartyg i flytdocka på varvet 2004.
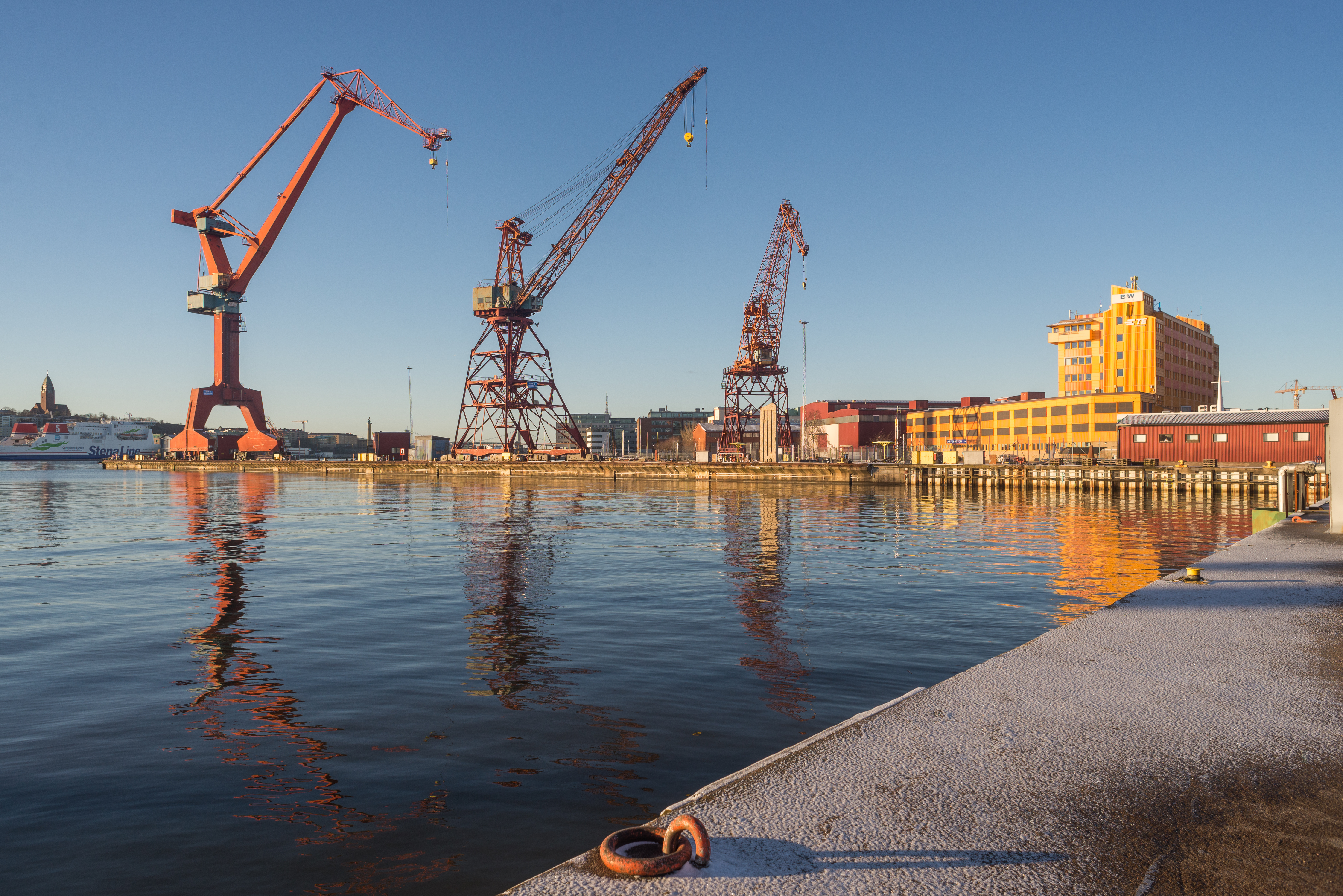
Det tidigare varvsområdet med kranar och kontorsbyggnad 2022.
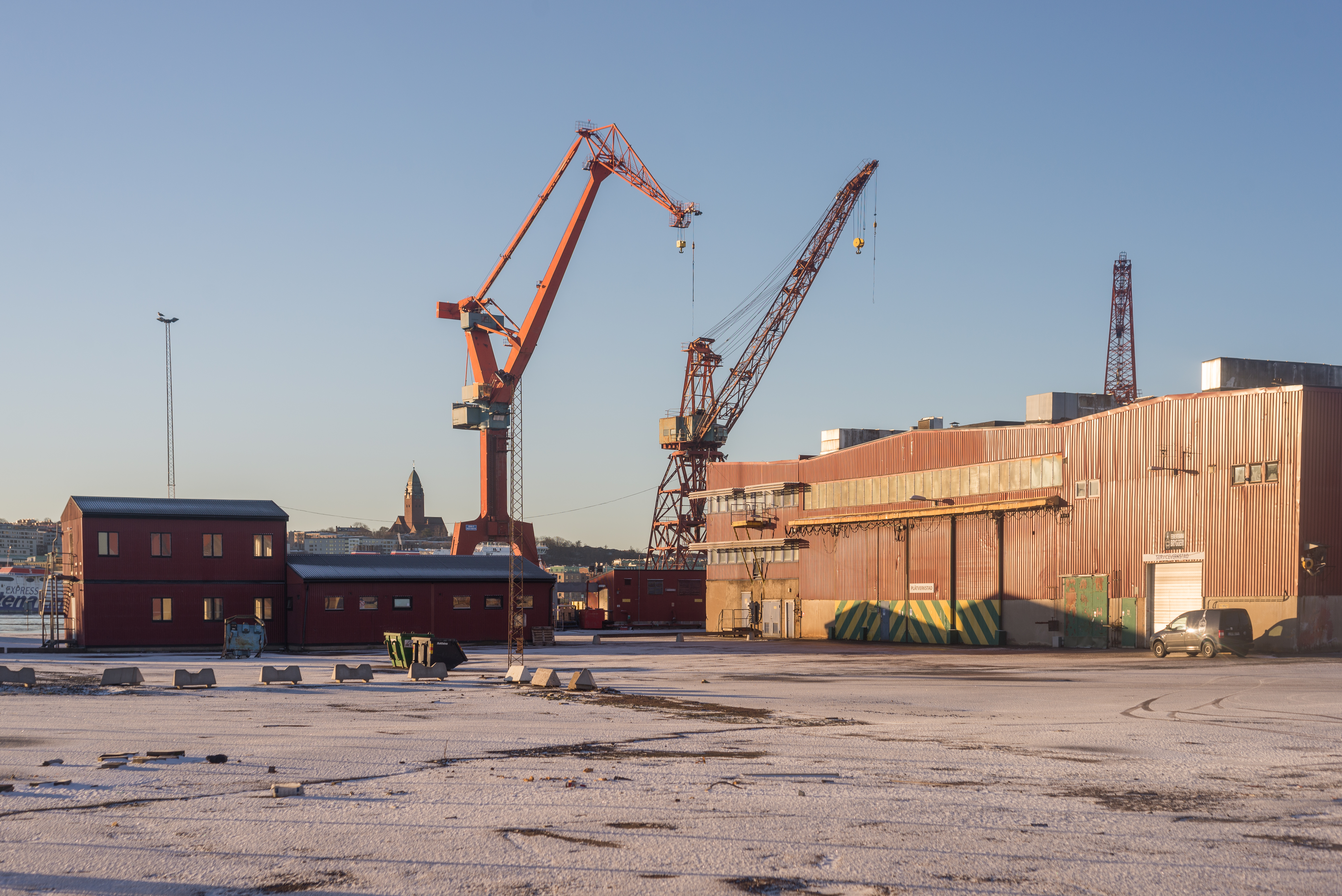
Tidigare varvsbyggnader 2022.